# The New Machine of Liechtenstein
The New Machine of Liechtenstein è il terzo album in studio del gruppo musicale thrash metal tedesco Holy Moses, pubblicato dall'etichetta discografica WEA nel 1989.

## Il disco
Rispetto ai primi due lavori, questo disco presenta delle composizioni maggiormente elaborate e si differenzia dal thrash metal tedesco di quel periodo. La musica è meno frenetica (anche se i ritmi rimangono elevati) risultando più similare a quella proposta delle band dello stesso genere d'oltreoceano. Le soluzioni stilistiche si indirizzano quindi verso la ricerca di differenti strutture senza abbandonare il tipico approccio violento.
L'album uscì anche in edizione limitata contenente un fumetto basato sui testi delle canzoni, che sono legate da un unico concept basato sugli avvenimenti causati da una macchina dotata di propria volontà. Per la canzone Panic venne anche realizzato un videoclip.
Il CD è stato ristampato dalla Armageddon Music nel 2005 con l'aggiunta di due tracce bonus registrate durante due date dal vivo tenutesi lo stesso anno. Questa versione è stata ristampata anche nel 2007 dalla Locomotive Records.

## Tracce
Testi di Sabina e Andy Classen, musiche di Uli Kusch e Andy Classen.
1. Near Dark – 5:31
2. Def Con II – 4:10
3. Panic – 3:05
4. Strange Deception – 4:18
5. Locky Popster – 3:39
6. SSP (Secret Service Project) – 3:15
7. State: Catatonic – 3:51
8. The Brood – 2:50
9. Lost in the Maze – 5:16

Tracce bonus 2005
1. SSP (live) – 3:54
2. Lost in the Maze (live) – 3:57

## Formazione
- Sabina Classen - voce
- Andy Classen - chitarra
- Thilo Hermann - chitarra
- Thomas Becker - basso
- Uli Kusch - batteria

Formazione nelle tracce bonus
- Sabina Classen - voce
- Franky Brotz - chitarra
- Michael Hankel - chitarra
- Alex De Blanco - basso
- Julien Schmidt - batteria